# Lollandsbanan
Lollandsbanan (danska: Lollandsbanen) är en järnväg på ön Lolland i Danmark, mellan Nykøbing Falster och Nakskov. Den 1 januari 2009 tog järnvägsbolaget Regionstog A/S, sedan 1 juli 2015 införlivat i Lokaltog A/S, över banan. Banan invigdes 1 juli 1874.
Det går (år 2010) mestadels två tåg per timme och riktning. För resor på Lollandsbanan gäller Din Offentlige Transports biljetter.
På Lolland finns också Sydbanens delsträcka Rødbyhavn-Nykøbing. Förr har det på Lolland funnits järnvägarna Maribo-Torrig, Nakskov-Kragenæs och Nakskov-Rødby, men de är nedlagda. Dessutom finns en bana Maribo-Bandholm som drivs som museibana.

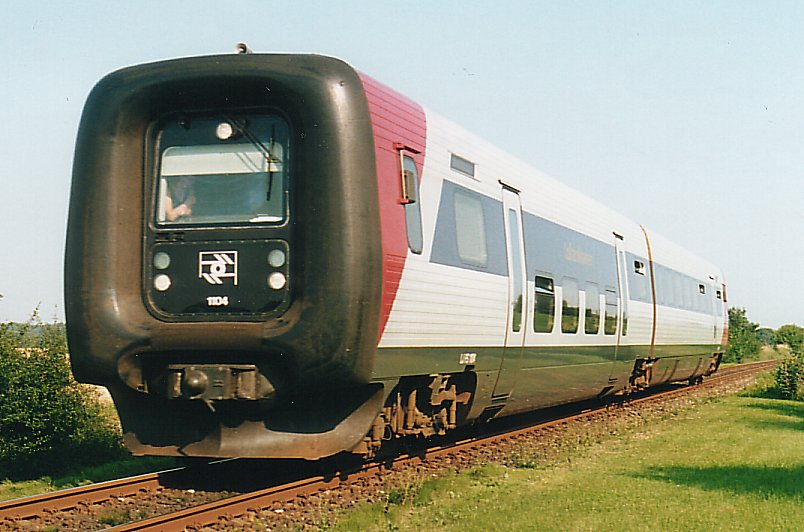
IC2-tåg på Lollandsbanan vid Krungerup.